# 中西千枝子
中西千枝子（日语：／ Nakanishi Chieko，1966年8月24日—），日本女子排球运动员。她曾代表日本国家队参加1992年和1996年夏季奥林匹克运动会排球比赛，分别获得第五名和第九名。